# Polygonum acuminatum
Polygonum acuminatum Kunth es una especie de planta ornamental de la familia de las poligonáceas.

## Distribución
Se encuentra desde México a Sudamérica y las Antillas. Generalmente en pantanos. 

## Descripción
Es una hierba perenne que alcanza hasta 2 m de alto. El tallo es fuerte, erecto, con pelillos hacia el ápice.  En el lugar donde nace cada hoja y rodeando al tallo y a veces la base del pecíolo, se encuentra la ócrea, que es un tubo membranoso, a veces con pelillos en su superficie o áspero al tacto, y con pelos en el margen. Las hojas son alternas, lanceoladas, de hasta 30 cm de largo, puntiagudas y con la base adelgazada; los pecíolos de menos de 1 cm de largo.
La inflorescencia tiene numerosas flores pediceladas dispuestas en racimos densos, de hasta 15 cm de largo, ubicados sobre pedúnculos de hasta 6 cm de largo. Una bráctea (parecida a las ócreas de la base de las hojas) se encuentra en la base de cada flor. Son de 5 pétalos (en realidad se trata de tépalos, ya que no se presenta un cáliz) unidos en la base, de color blanco, con tintes rosas. El fruto es seco y de una sola semilla (un aquenio), de color negro brillante, de hasta 2.5 mm de largo.

## Taxonomía
Polygonum acuminatum fue descrita por Kunth y publicado en Nova Genera et Species Plantarum (quarto ed.) 2: 178. 1817[1818].
Etimología
Ver: Polygonum
acuminatum: epíteto latíno que significa "disminuyendo gradualmente hasta un punto"
Sinonimia
- Persicaria acuminata (Kunth) M.Gómez
- Polygonum bettfreundianum Lind.
- Polygonum cuspidatum Willd. ex Spreng.
- Polygonum erectum Vell.
- Polygonum floribundum Wedd.
- Polygonum guatemalense Gand.
- Polygonum setigerum Wedd.[4]